# Мархоткино
Мархо́ткино — деревня в Дорогобужском районе Смоленской области России.
Входит в состав Ушаковского сельского поселения.

## География
Расположена в центральной части области в 30 км к юго-востоку от Дорогобужа, в 23 км к северо-востоку от Ельни, на левом берегу реки Угра.

## История
Известно как минимум с 1621 года. В 1818 году в деревне М. А. Хлюстиным построена каменная церковь. Мархоткино становится селом. В своё время селом владели Исленьевы, Дубинские, Каминские, Цыклеры, Шереметевы, Шепелевы, Хлюстины, Базилевские. В конце XIX века открыто министерское училище.

## Население
| 1904 | 2007 |
| ---- | ---- |
| 22   | ↗91  |

### Историческая численность населения
В 1904 году в селе было 22 жителя, в 2007 — 91.

## Инфраструктура
Личное подсобное хозяйство с зоной сельскохозяйственного использования, индивидуальная застройка усадебного типа.
Основа экономики — сельское хозяйство. Сельхозпредприятие «Мархоткино», средняя школа (бывшая), медпункт, библиотека, клуб.

## Достопримечательности
- Памятники археологии: городище и курганный могильник на правом берегу реки Угра.

## Транспорт
Автобусное сообщение с Дорогобужем.